# NGC 5761
NGC 5761 is een lensvormig sterrenstelsel in het sterrenbeeld Weegschaal. Het hemelobject werd in 1886 ontdekt door de Amerikaanse astronoom Francis Preserved Leavenworth.

## Synoniemen
- ESO 580-39
- MCG -3-38-18
- PGC 52916